# Che?
Che? (What?) è un film del 1972 diretto da Roman Polański.
Si tratta di una commedia grottesca liberamente ispirata al romanzo Alice nel Paese delle Meraviglie di Lewis Carroll.

## Trama
Nancy, una giovane autostoppista statunitense in vacanza sulla costiera amalfitana, riceve un passaggio in auto da tre ragazzi che a un certo punto tentano di approfittare di lei. La ragazza tuttavia riesce a fuggire e si rifugia in una grande villa a picco sul mare, dove viene ospitata, venendo scambiata per un'invitata.
Il giorno seguente Nancy scoprirà che la villa è abitata da ospiti assai eccentrici, così come il loro anfitrione, Joseph Noblart. Tutti i personaggi che Nancy incontrerà infatti saranno quasi indifferenti alla sua presenza e apparentemente si limiteranno a ripetere una loro monotona routine quotidiana. Nancy finirà con l'innamorarsi di uno di loro, un ex protettore di prostitute (Alex).

## Produzione
Nel 1972 il produttore Robert Evans provò a convincere Roman Polanski a dirigere una trasposizione cinematografica de Il grande Gatsby, (il progetto originale successivamente si muterà in Chinatown, poi realizzato nel 1974, su suggerimento del regista, mentre l'adattamento del libro di Fitzgerald verrà realizzato da Jack Clayton nello stesso anno) ma trovò Polanski totalmente assorbito dalla realizzazione di questo film, a tal punto che arrivò a ottenere il 50% dei guadagni di Che? convincendo Polanski col dirgli che qualunque cifra avrebbe fatto nella prima settimana di proiezione glielo avrebbe pagato come cachet per realizzare Chinatown. Polanski accettò subito la proposta convinto che Che? sarebbe stato un enorme successo dato anche che lo considerava il suo miglior film mai realizzato fino a quel momento. Sfortunatamente per Polanski, il film guadagnò solo 64 milioni nella prima settimana rivelandosi un enorme insuccesso di pubblico e di critica.

## Riprese
La villa in cui è girata la maggior parte del film era la residenza estiva ad Amalfi del produttore Carlo Ponti.
Riguardo alle sue numerose scene di nudo Sydne Rome, all'epoca ventiduenne raccontò del grande disagio provato a causa del regista e del trattamento brusco che subì, accusata di essere "una mormone" per la sua renitenza.
Nel 2017 l'attrice Renate Langer accusò Roman Polanski di averla stuprata nel 1972, quando aveva 15 anni, poco prima dell'inizio e durante le riprese di questo film. Langer raccontò di aver conosciuto Polanski quando iniziò a lavorare per una agenzia di modeling quando si dimostrò interessato a farle avere una parte nel film. Quando lei lo andò a trovare nella sua residenza di Gstaad, in Svizzera, raccontò di aver avuto un rapporto sessuale non consensuale col regista nonostante il proprio rifiuto. Dopo circa un mese venne ricontattata dal regista per chiederle di scusarsi e offrirle un ruolo nel suo prossimo film, appunto Che? (dove Langer ha una scena di nudo). Una volta sul set, Langer raccontò che Polanski l'assalì e la violentò una seconda volta nonostante i suoi tentativi di difendersi.

## Distribuzione
Il film è stato presentato in anteprima il 7 dicembre 1972 in Italia, a Roma, per uscire poi nel circuito commerciale il giorno seguente, 8 dicembre 1972. In Germania Ovest esce il 25 dicembre dello stesso anno, con il titolo Was?; in Austria il febbraio del 1973 con lo stesso titolo; in Francia il 22 marzo dello stesso anno, con il titolo Quoi?; negli Stati Uniti il 3 ottobre con il titolo What?; in Svezia esce il 15 ottobre; in Gran Bretagna nel 1974; in Danimarca il 6 marzo 1974 con il titolo Hva'; in Finlandia esce il 20 settembre 1974 con il titolo finnico di Mikä? e svedese di Vad?; in Belgio il 4 ottobre 1974 con il titolo inglese di What?; in Uruguay il 27 novembre dello stesso anno con il titolo di ¿Que?; in Portogallo, sempre con il titolo inglese, a partire dal 14 gennaio 1977; in Australia arriva solamente il 23 aprile del 1981. Nuove proiezioni pubbliche italiane vengono realizzate in occasione del 1º festival di Roma il 20 ottobre 2006 e del Torino Film Festival il 22 novembre 2008. Altri titoli con cui il film è stato distribuito sono: ¿Qué? (Argentina, Spagna, Venezuela e altri paesi di lingua spagnola), Que? (Brasile), Ti? (Grecia), Micsoda? (Ungheria), Diario de los sueños prohibidos (Perù), Co? (Polonia), Diary of Forbidden Dreams (Stati Uniti, titolo della versione rimontata).

## Critica
John Simon critico cinematografico del National Review descrisse Che? come un "fiasco mostruoso".